# Битва під Монтвами
Битва під Монтвами — битва, що відбулася 13 липня 1666 року біля села Монтви, що біля міста Іновроцлав, між військами польського короля Яна Казимира і військами колишнього коронного гетьмана Єжи Себастьяна Любомирського. Битва завершилася повним розгромом королівських військ.

## Передумови битви
Польський король Ян Казимир на початку 1660-х років неодноразово прагнув запровадити вибір наступника vivente rege, тобто що буквально означає за короля, який живе. Проте ця ініціатива зустріла шалений опір у сеймі. Щоб добитися свого він вирішив завдати удару по Єжи Любомирського, який фактично очолював опозицію до короля. Під час сейму, що проходив з кінця листопада 1664 до початку січня 1665 року гетьман був викликаний на сеймовий суд для розгляду звинувачень, які проти нього висунув король і уряд. Проте він проігнорував цей виклик. Суд під тиском короля визнав його винним і Любомирський був засуджений до смерті, втрати честі, конфіскації всіх маєтків й позбавлення посад
Єжи Любомирський не визнав себе винним і втік до австрійської Сілезії. Отримавши від імператора Леопольда І і бранденбурзького маркграфа Фрідріха Вільгельма гроші, він найняв 800 вояків. З Сілезії йому вдалося зірвати збір сейму у березні 1665 року і у травні вирушив до Польщі. У Руському воєводстві його підтримала місцева шляхта.
Після того як 10 червня 1665 року Ян Казимир своїм універсалом оголосив війну екс-гетьманові, частина коронного війська підтримала Є. Любомирського. Він зібрав 6 тис. регулярного війська, а король — 12 тис. 4 вересня військо короля було розгромлено під стінами Ченстохови. Після цього 6 листопада 1665 року була укладена Пальчинська угода за якою всім тим, хто був у війську Любомирського, король обіцяв на найближчому сеймі амністію і виплати борг за службу. Є. Любомирський розпустив військо і повернувся до Сілезії. Звідси він поставив умову про скасування вироку сеймового суду й повернення йому всього, чого його позбавили. Після того як король на весняному сеймі 1666 року король погодився повернути йому все крім маршалківства і гетьманства, Любомирський знову зірвав сейм. За це король оголосив його та його спільників бунтівниками.

## Битва
Єжи Любомирський знову заручившись підтримкою імператора та маркграфа у червні 1666 року з найманим військом вступив до Великопольщі. Його військо стало збільшуватися з прибуттям військовиків з різних регіонів Польщі.
Ян Казимир зібрав 22-х тисячне військо і рушив Польщою. Переговори з повсталими нічого не дали, і Любомирський став шукати місці для битви. Король з частиною війська підійшов до річки Нотець, на іншій стороні зосередились його противники.
Вранці 13 липня король наказав перейти річку. Переправа була вузька, у ряд пройти могли тільки три вершники, навколо було трясовина, в якій загинуло багато людей. Після того як протилежний берег перебралося понад 4 тисячі королівського війська, їх атакувала частина військ повстанців. Після того як кількість на берег переправилося понад 7 тисяч королівських вояків, вдарили основні сили. Вони прорвали першу королівських військ, той вкинув в бій нові сили. Але вони наступали безладно, тонули в болоті. Почався відступ, повсталі жорстоко розправилася з противником. Полонених не вбивали, бо полони не здавалися. Польща втратила багато героїв минулих воєн, що послабило військовий потенціал королівства.
За оцінками істориків на полі битви загинуло 3873 вояків королівської армії, ще близько 5 тис. загинуло в болотах. Конфедерати втратили лише 150 осіб.

## Наслідки битви
Польська шляхту розуміла, що протистояння ослаблює Польщу. 31 липня 1666 року король уклав з повсталими угоду, за якою король амністував повсталих і зобов'язувався їх видати платню. Єжи Любомирський вибачався перед королем і отримував гарантію повернення честі і маєтків. Після цього він перебрався до Сілезії, де й помер 31 січня 1667 року.